# Copa América féminine 2018
Navigation
Édition précédente Édition suivante
La Copa América féminine 2018 est la huitième édition de la Copa América féminine. Elle se déroule du 4 au 22 avril 2018 en Chili. Elle sert également de tournoi qualificatif pour la Coupe du monde de football féminin 2019 qui se déroule en France : les 2 premières équipes se qualifient directement et la 3e dispute un barrage contre une équipe de la CONCACAF.

## Villes et stades retenus
Le 25 octobre 2017, l'ANFP annonce que le tournoi aura initialement trois villes hôtes, toutes situées dans la Région de Coquimbo. Cependant, quelques jours avant le début de la compétition, il est annoncé qu'Ovalle n'accueillira pas l'événement, en raison des conditions précaires de l'état de l'Estadio Diaguita.
| La Serena          | \| Carte du Chili La Serena Coquimbo \| | Coquimbo                           |
| ------------------ | --------------------------------------- | ---------------------------------- |
| Estadio La Portada | \| Carte du Chili La Serena Coquimbo \| | Estadio Francisco Sánchez Rumoroso |
| Capacité: 18 243   | \| Carte du Chili La Serena Coquimbo \| | Capacité: 18 750                   |
|                    | \| Carte du Chili La Serena Coquimbo \| |                                    |
| La Serena Coquimbo |                                         |                                    |

## Équipes participantes
Les dix équipes nationales de football affiliées à la CONMEBOL y participent.
| Équipes participantes | Équipes participantes | Équipes participantes | Équipes participantes | Équipes participantes |
| --------------------- | --------------------- | --------------------- | --------------------- | --------------------- |
| Argentine             | Bolivie               | Brésil                | Chili                 | Colombie              |
| Équateur              | Paraguay              | Pérou                 | Uruguay               | Venezuela             |

## Premier tour
Les équipes sont réparties dans deux groupes de cinq équipes en tournoi toutes rondes, du 4 au 13 avril. Les deux premières de chaque groupe se qualifient pour la poule finale.
Si les équipes terminent à égalité, elles sont départagées selon les critères suivants :
1. Différence de buts globale.
2. Plus grand nombre de buts marqués.
3. Meilleur résultat dans les matchs entre équipes à égalité.
4. Tirage au sort par l'organisation.

### Groupe A
|   | Equipe   | Pts | J | G | N | P | Bp | Bc | Diff |
| - | -------- | --- | - | - | - | - | -- | -- | ---- |
| 1 | Colombie | 10  | 4 | 3 | 1 | 0 | 16 | 2  | +14  |
| 2 | Chili    | 8   | 4 | 2 | 2 | 0 | 8  | 2  | +6   |
| 3 | Paraguay | 7   | 4 | 2 | 1 | 1 | 7  | 7  | 0    |
| 4 | Uruguay  | 1   | 4 | 0 | 1 | 3 | 2  | 11 | −9   |
| 5 | Pérou    | 1   | 4 | 0 | 1 | 3 | 1  | 12 | −11  |

| 4 avril 2018 | Colombie                                                       | 7-0 | Uruguay | La Portada, La Serena      |                            |
| 16:45 UTC-3  | Usme 2e 45e 57e 90e · Montoya 17e · Rincón 43e · Echeverri 58e |     |         | Arbitrage : Emikar Caldera | Arbitrage : Emikar Caldera |
| 16:45 UTC-3  | Rapport                                                        |     |         | Arbitrage : Emikar Caldera | Arbitrage : Emikar Caldera |

| 4 avril 2018 | Chili    | 1-1 | Paraguay       | La Portada, La Serena      |                            |
| 19:00 UTC-3  | Aedo 62e |     | 53e Villamayor | Arbitrage : Susana Corella | Arbitrage : Susana Corella |
| 19:00 UTC-3  | Rapport  |     |                | Arbitrage : Susana Corella | Arbitrage : Susana Corella |

| 6 avril 2018 | Paraguay                                | 3-0 | Pérou | La Portada, La Serena      |                            |
| 16:45 UTC-3  | Peña 70e · Martínez 84e · Peralta 90+3e |     |       | Arbitrage : Sirley Cornejo | Arbitrage : Sirley Cornejo |
| 16:45 UTC-3  | Rapport                                 |     |       | Arbitrage : Sirley Cornejo | Arbitrage : Sirley Cornejo |

| 6 avril 2018 | Chili    | 1-1 | Colombie | La Portada, La Serena   |                         |
| 19:00 UTC-3  | Sáez 79e |     | 49e Usme | Arbitrage : Edina Alves | Arbitrage : Edina Alves |
| 19:00 UTC-3  | Rapport  |     |          | Arbitrage : Edina Alves | Arbitrage : Edina Alves |

| 8 avril 2018 | Uruguay    | 1-1 | Pérou        | La Portada, La Serena       |                             |
| 16:45 UTC-3  | Badell 58e |     | 37e Martínez | Arbitrage : Salomé Di Iorio | Arbitrage : Salomé Di Iorio |
| 16:45 UTC-3  | Rapport    |     |              | Arbitrage : Salomé Di Iorio | Arbitrage : Salomé Di Iorio |

| 8 avril 2018 | Colombie                                   | 5-1 | Paraguay      | La Portada, La Serena             |                                   |
| 19:00 UTC-3  | Usme 41e 57e 65e · Ospina 70e · Santos 81e |     | 90+2e Cortaza | Arbitrage : María Laura Fortunato | Arbitrage : María Laura Fortunato |
| 19:00 UTC-3  | Rapport                                    |     |               | Arbitrage : María Laura Fortunato | Arbitrage : María Laura Fortunato |

| 10 avril 2018 | Colombie                              | 3-0 | Pérou | La Portada, La Serena      |                            |
| 16:45 UTC-3   | Usme 22e · Santos 53e · Echeverri 83e |     |       | Arbitrage : Sirley Cornejo | Arbitrage : Sirley Cornejo |
| 16:45 UTC-3   | Rapport                               |     |       | Arbitrage : Sirley Cornejo | Arbitrage : Sirley Cornejo |

| 10 avril 2018 | Chili     | 1-0 | Uruguay | La Portada, La Serena             |                                   |
| 19:00 UTC-3   | Rojas 80e |     |         | Arbitrage : María Laura Fortunato | Arbitrage : María Laura Fortunato |
| 19:00 UTC-3   | Rapport   |     |         | Arbitrage : María Laura Fortunato | Arbitrage : María Laura Fortunato |

| 12 avril 2018 | Paraguay                   | 2-1 | Uruguay     | La Portada, La Serena   |                         |
| 16:45 UTC-3   | Martínez 36e · Peralta 92e |     | 1re Ramírez | Arbitrage : Edina Alves | Arbitrage : Edina Alves |
| 16:45 UTC-3   | Rapport                    |     |             | Arbitrage : Edina Alves | Arbitrage : Edina Alves |

| 12 avril 2018 | Chili                                           | 5-0 | Pérou | La Portada, La Serena      |                            |
| 19:00 UTC-3   | Aedo 28e 66e · López 36e · Lara 62e · Rojas 84e |     |       | Arbitrage : Emikar Caldera | Arbitrage : Emikar Caldera |
| 19:00 UTC-3   | Rapport                                         |     |       | Arbitrage : Emikar Caldera | Arbitrage : Emikar Caldera |

### Groupe B
|   | Equipe    | Pts | J | G | N | P | Bp | Bc | Diff |
| - | --------- | --- | - | - | - | - | -- | -- | ---- |
| 1 | Brésil    | 12  | 4 | 4 | 0 | 0 | 22 | 1  | +21  |
| 2 | Argentine | 9   | 4 | 3 | 0 | 1 | 12 | 6  | +6   |
| 3 | Venezuela | 6   | 4 | 2 | 0 | 2 | 9  | 6  | +3   |
| 4 | Bolivie   | 3   | 4 | 1 | 0 | 3 | 1  | 18 | -17  |
| 5 | Équateur  | 0   | 4 | 0 | 0 | 4 | 3  | 16 | −13  |

| 5 avril 2018 | Équateur | 0-1 | Venezuela       | Francisco Sánchez Rumoroso, Coquimbo |                          |
| 16:45 UTC-3  |          |     | 85e Castellanos | Arbitrage : Olga Miranda             | Arbitrage : Olga Miranda |
| 16:45 UTC-3  | Rapport  |     |                 | Arbitrage : Olga Miranda             | Arbitrage : Olga Miranda |

| 5 avril 2018 | Brésil                                           | 3-1 | Argentine  | Francisco Sánchez Rumoroso, Coquimbo |                               |
| 19:00 UTC-3  | Beatriz 17e · Cristiane 57e (pen.) · Debinha 90e |     | 54e Banini | Arbitrage : Claudia Umpiérrez        | Arbitrage : Claudia Umpiérrez |
| 19:00 UTC-3  | Rapport                                          |     |            | Arbitrage : Claudia Umpiérrez        | Arbitrage : Claudia Umpiérrez |

| 7 avril 2018 | Argentine                               | 3-0 | Bolivie | Francisco Sánchez Rumoroso, Coquimbo |                               |
| 16:45 UTC-3  | Jaimes 33e (pen.) 39e · Larroquette 71e |     |         | Arbitrage : Elizabeth Tintaya        | Arbitrage : Elizabeth Tintaya |
| 16:45 UTC-3  | Rapport                                 |     |         | Arbitrage : Elizabeth Tintaya        | Arbitrage : Elizabeth Tintaya |

| 7 avril 2018 | Brésil                                                                                             | 8-0 | Équateur | Francisco Sánchez Rumoroso, Coquimbo |                           |
| 19:00 UTC-3  | Cristiane 10e 90+2e · Beatriz 21e 81e · Andressinha 48e · Formiga 65e · Rafaelle 70e · Debinha 86e |     |          | Arbitrage : Dione Rissios            | Arbitrage : Dione Rissios |
| 19:00 UTC-3  | Rapport                                                                                            |     |          | Arbitrage : Dione Rissios            | Arbitrage : Dione Rissios |

| 9 avril 2018 | Venezuela                                                            | 8-0 | Bolivie | Francisco Sánchez Rumoroso, Coquimbo |                               |
| 16:45 UTC-3  | Castellanos 23e 49e 55e 90+3e (pen.) · Viso 63e 65e 89e · Altuve 74e |     |         | Arbitrage : Claudia Umpiérrez        | Arbitrage : Claudia Umpiérrez |
| 16:45 UTC-3  | Rapport                                                              |     |         | Arbitrage : Claudia Umpiérrez        | Arbitrage : Claudia Umpiérrez |

| 9 avril 2018 | Équateur                                         | 3-6 | Argentine                                                                   | Francisco Sánchez Rumoroso, Coquimbo |                                 |
| 19:00 UTC-3  | Vásquez 20e · Rodríguez 37e (pen.) · Fajardo 76e |     | 2e Banini · 8e Larroquette · 10e Bravo · 41e Jaimes · 45e (pen.) Bonsegundo | Arbitrage : María Victoria Daza      | Arbitrage : María Victoria Daza |
| 19:00 UTC-3  | Rapport                                          |     |                                                                             | Arbitrage : María Victoria Daza      | Arbitrage : María Victoria Daza |

| 11 avril 2018 | Équateur | 0-1 | Bolivie          | Francisco Sánchez Rumoroso, Coquimbo |                            |
| 16:45 UTC-3   |          |     | 68e (pen.) Morón | Arbitrage : Zulma Quiñónez           | Arbitrage : Zulma Quiñónez |
| 16:45 UTC-3   | Rapport  |     |                  | Arbitrage : Zulma Quiñónez           | Arbitrage : Zulma Quiñónez |

| 11 avril 2018 | Brésil                                   | 4-0 | Venezuela | Francisco Sánchez Rumoroso, Coquimbo |                          |
| 19:00 UTC-3   | Mônica 10e · Beatriz 38e 72e · Marta 82e |     |           | Arbitrage : Olga Miranda             | Arbitrage : Olga Miranda |
| 19:00 UTC-3   | Rapport                                  |     |           | Arbitrage : Olga Miranda             | Arbitrage : Olga Miranda |

| 13 avril 2018 | Argentine                             | 2-0 | Venezuela | Francisco Sánchez Rumoroso, Coquimbo |                               |
| 16:45 UTC-3   | Jaimes 43e (pen.) · Banini 64e (pen.) |     |           | Arbitrage : Claudia Umpiérrez        | Arbitrage : Claudia Umpiérrez |
| 16:45 UTC-3   | Rapport                               |     |           | Arbitrage : Claudia Umpiérrez        | Arbitrage : Claudia Umpiérrez |

| 13 avril 2018 | Bolivie | 0-7 | Brésil                                                                                   | Francisco Sánchez Rumoroso, Coquimbo |                               |
| 19:00 UTC-3   |         |     | 3e 65e Érika · 17e 54e Andressinha · 41e Andressa Alves · 80e Millene · 82e Aline Milene | Arbitrage : Elizabeth Tintaya        | Arbitrage : Elizabeth Tintaya |
| 19:00 UTC-3   | Rapport |     |                                                                                          | Arbitrage : Elizabeth Tintaya        | Arbitrage : Elizabeth Tintaya |

## Poule finale
Les quatre demi-finalistes s'affrontent en poule finale selon la formule d'un tournoi toutes rondes. Les deux premières équipes sont directement qualifiées pour la Coupe du monde, et la troisième accède au barrage intercontinental.
Si les équipes terminent à égalité, elles sont départagées selon les critères suivants :
1. Différence de buts globale.
2. Plus grand nombre de buts marqués.
3. Meilleur résultat dans les matchs entre équipes à égalité.
4. Points disciplinaires (1 point est déduit pour le premier carton jaune reçu par chaque joueur, 3 points pour chaque expulsion pour un double jaune, 4 points pour chaque joueur envoyé directement (pas de carton jaune) et 5 points pour chaque joueur directement éjecté qui aurait reçu une carte jaune précédemment).
5. Tirage au sort par l'organisation

|                    | Équipe    | J | G | N | P | Bp | Bc | Diff | Pts |
| ------------------ | --------- | - | - | - | - | -- | -- | ---- | --- |
| Médaille d'or      | Brésil    | 3 | 3 | 0 | 0 | 9  | 1  | +8   | 9   |
| Médaille d'argent  | Chili     | 3 | 1 | 1 | 1 | 5  | 3  | +2   | 4   |
| Médaille de bronze | Argentine | 3 | 1 | 0 | 2 | 3  | 8  | -5   | 3   |
| 4                  | Colombie  | 3 | 0 | 1 | 2 | 1  | 6  | −5   | 1   |

- Équipe qualifiée pour la Coupe du monde 2019 et pour les Jeux olympiques 2020
- Équipe qualifiée pour la Coupe du monde 2019 et pour le barrage intercontinental des Jeux olympiques 2020
- Équipe accédant au barrage intercontinental de la Coupe du monde 2019

| 16 avril 2018 | Colombie    | 1-3 | Argentine                                 | La Portada, La Serena       |                             |
| 16:45 UTC-3   | Salazar 31e |     | 50e Bonsegundo · 66e Jaimes · 70e Coronel | Arbitrage : Emikar Calderas | Arbitrage : Emikar Calderas |
| 16:45 UTC-3   | Rapport     |     |                                           | Arbitrage : Emikar Calderas | Arbitrage : Emikar Calderas |

| 16 avril 2018 | Brésil                               | 3-1 | Chili     | La Portada, La Serena    |                          |
| 19:00 UTC-3   | Mônica 21e · Beatriz 25e · Thaís 34e |     | 63e López | Arbitrage : Olga Miranda | Arbitrage : Olga Miranda |
| 19:00 UTC-3   | Rapport                              |     |           | Arbitrage : Olga Miranda | Arbitrage : Olga Miranda |

| 19 avril 2018 | Brésil                                   | 3-0 | Argentine | La Portada, La Serena      |                            |
| 16:45 UTC-3   | Cristiane 47e · Thaisa 52e · Debinha 78e |     |           | Arbitrage : Susana Corella | Arbitrage : Susana Corella |
| 16:45 UTC-3   | Rapport                                  |     |           | Arbitrage : Susana Corella | Arbitrage : Susana Corella |

| 19 avril 2018 | Colombie | 0-0 | Chili | La Portada, La Serena         |                               |
| 19:00 UTC-3   |          |     |       | Arbitrage : Claudia Umpiérrez | Arbitrage : Claudia Umpiérrez |
| 19:00 UTC-3   | Rapport  |     |       | Arbitrage : Claudia Umpiérrez | Arbitrage : Claudia Umpiérrez |

| 22 avril 2018 | Chili                                                    | 4-0 | Argentine | La Portada, La Serena       |                             |
| 16:45 UTC-3   | Sáez 8e · Hernández 24e · Barroso 40e (csc) · Lara 90+2e |     |           | Arbitrage : Emikar Calderas | Arbitrage : Emikar Calderas |
| 16:45 UTC-3   | Rapport                                                  |     |           | Arbitrage : Emikar Calderas | Arbitrage : Emikar Calderas |

| 22 avril 2018 | Colombie | 0-3 | Brésil                               | La Portada, La Serena      |                            |
| 19:00 UTC-3   |          |     | 29e 71e Mônica · 45+2e (csc) Clavijo | Arbitrage : Sirley Cornejo | Arbitrage : Sirley Cornejo |
| 19:00 UTC-3   | Rapport  |     |                                      | Arbitrage : Sirley Cornejo | Arbitrage : Sirley Cornejo |

## Statistiques

### Résumé par équipe
| Rang | Équipe    | J. | G | N. | P | Pts | BP | BC | Diff. | Niveau atteint |
| ---- | --------- | -- | - | -- | - | --- | -- | -- | ----- | -------------- |
| 1    | Brésil    | 7  | 7 | 0  | 0 | 21  | 31 | 2  | +29   | Vainqueur      |
| 2    | Chili     | 7  | 3 | 3  | 1 | 12  | 13 | 5  | +8    | Poule finale   |
| 3    | Argentine | 7  | 4 | 0  | 3 | 12  | 15 | 14 | +1    | Poule finale   |
| 4    | Colombie  | 7  | 3 | 2  | 2 | 11  | 17 | 8  | +9    | Poule finale   |
| 5    | Paraguay  | 4  | 2 | 1  | 1 | 7   | 7  | 7  | 0     | Premier tour   |
| 6    | Venezuela | 4  | 2 | 0  | 2 | 6   | 9  | 6  | +3    | Premier tour   |
| 7    | Bolivie   | 4  | 1 | 0  | 3 | 3   | 1  | 18 | -17   | Premier tour   |
| 8    | Uruguay   | 4  | 0 | 1  | 3 | 1   | 2  | 11 | -9    | Premier tour   |
| 9    | Pérou     | 4  | 0 | 1  | 3 | 1   | 1  | 12 | -11   | Premier tour   |
| 10   | Équateur  | 4  | 0 | 0  | 4 | 0   | 3  | 16 | -13   | Premier tour   |

### Classement des buteuses
| 9 buts - Catalina Usme 6 buts - Beatriz 5 buts - Sole Jaimes - Deyna Castellanos 4 buts - Cristiane - Mônica | 3 buts - Estefanía Banini - Florencia Bonsegundo - Andressinha - Debinha - Yanara Aedo - Ysaura Viso | 2 buts - Mariana Larroquette - Érika - Francisca Lara - Yesenia López - María José Rojas - Camila Sáez - Isabella Echeverri - Leicy Santos - Jéssica Martínez - Amada Peralta | 1 but - Ruth Bravo - Mariela Coronel - Janeth Morón - Aline Milene - Andressa Alves - Formiga - Marta - Millene - Rafaelle | 1 but (suite) - Thaís Guedes - Thaisa - Maryorie Hernández - Daniela Montoya - Diana Ospina - Yoreli Rincón - Liana Salazar - Suany Fajardo - Ingrid Rodríguez | 1 but (suite) - Erika Vásquez - Damia Cortaza - Liz Peña - Gloria Villamayor - Nahomi Martínez - Yamila Badell - Sindy Ramírez - Oriana Altuve Contre son camp - Agustina Barroso (face au Chili) - Angela Clavijo (face au Brésil) |